# Golden Globe Awards 1977
Die 34. Verleihung der Golden Globe Awards fand am 29. Januar 1977 statt.

## Preisträger und Nominierungen

### Bester Film – Drama
Rocky – Regie: John G. Avildsen
- Die Unbestechlichen (All the President’s Men) – Regie: Alan J. Pakula
- Dieses Land ist mein Land (Bound of Glory) – Regie: Hal Ashby
- Network – Regie: Sidney Lumet
- Reise der Verdammten (Voyage of the Damned) – Regie: Stuart Rosenberg

### Bester Film – Musical/Komödie
A Star Is Born – Regie: Frank Pierson
- Bugsy Malone – Regie: Alan Parker
- Der Mörder lauert in der Sauna (The Ritz) – Regie: Richard Lester
- Inspektor Clouseau, der „beste“ Mann bei Interpol (The Pink Panther Strikes Again) – Regie: Blake Edwards
- Mel Brooks’ letzte Verrücktheit: Silent Movie (Silent Movie) – Regie: Mel Brooks

### Beste Regie
Sidney Lumet – Network
- Hal Ashby – Dieses Land ist mein Land (Bound of Glory)
- John G. Avildsen – Rocky
- Alan J. Pakula – Die Unbestechlichen (All the President's Men)
- John Schlesinger – Der Marathon-Mann (Marathon Man)

### Bester Hauptdarsteller – Drama
Peter Finch – Network
- David Carradine – Dieses Land ist mein Land (Bound of Glory)
- Dustin Hoffman – Der Marathon-Mann (Marathon Man)
- Robert De Niro – Taxi Driver
- Sylvester Stallone – Rocky

### Beste Hauptdarstellerin – Drama
Faye Dunaway – Network
- Glenda Jackson – Die unglaubliche Sarah (The Incredible Sarah)
- Sarah Miles – Der Weg allen Fleisches (The Sailor Who Fell from Grace with the Sea)
- Talia Shire – Rocky
- Liv Ullmann – Von Angesicht zu Angesicht (Ansikte mot ansikte)

### Bester Hauptdarsteller – Musical/Komödie
Kris Kristofferson – A Star Is Born
- Mel Brooks – Mel Brooks’ letzte Verrücktheit: Silent Movie (Silent Movie)
- Peter Sellers – Inspektor Clouseau, der „beste“ Mann bei Interpol (The Pink Panther Strikes Again)
- Jack Weston – Der Mörder lauert in der Sauna (The Ritz)
- Gene Wilder – Trans-Amerika-Express (Silver Streak)

### Beste Hauptdarstellerin – Musical/Komödie
Barbra Streisand – A Star Is Born
- Jodie Foster – Ein ganz verrückter Freitag (Freaky Friday)
- Barbara Harris – Ein ganz verrückter Freitag (Freaky Friday)
- Barbara Harris – Familiengrab (Family Plot)
- Goldie Hawn – Wer schluckt schon gern blaue Bohnen? (The Duchess and the Dirtwater Fox)
- Rita Moreno – Der Mörder lauert in der Sauna (The Ritz)

### Bester Nebendarsteller
Laurence Olivier – Der Marathon-Mann (Marathon Man)
- Marty Feldman – Mel Brooks’ letzte Verrücktheit: Silent Movie (Silent Movie)
- Ron Howard – Der letzte Scharfschütze (The Shootist)
- Jason Robards – Die Unbestechlichen (All the President's Men)
- Oskar Werner – Reise der Verdammten (Voyage of the Damned)

### Beste Nebendarstellerin
Katharine Ross – Reise der Verdammten (Voyage of the Damned)
- Lee Grant – Reise der Verdammten (Voyage of the Damned)
- Marthe Keller – Der Marathon-Mann (Marathon Man)
- Piper Laurie – Carrie – Des Satans jüngste Tochter (Carrie)
- Bernadette Peters – Mel Brooks’ letzte Verrücktheit: Silent Movie (Silent Movie)
- Shelley Winters – Ein Haar in der Suppe (Next Stop, Greenwich Village)

### Bester Nachwuchsdarsteller
Arnold Schwarzenegger – Mr. Universum (Stay Hungry)
- Lenny Baker – Ein Haar in der Suppe (Next Stop, Greenwich Village)
- Truman Capote – Eine Leiche zum Dessert (Murder by Death)
- Jonathan Kahn – Der Weg allen Fleisches (The Sailor Who Fell from Grace with the Sea)
- Harvey Stephens – Das Omen (The Omen)

### Beste Nachwuchsdarstellerin
Jessica Lange – King Kong
- Melinda Dillon – Dieses Land ist mein Land (Bound of Glory)
- Mariel Hemingway – Eine Frau sieht rot (Lipstick)
- Gladys Knight – Alaskaträume (Pipe Dreams)
- Andrea Marcovicci – Der Strohmann (The Front)

### Bestes Drehbuch
Paddy Chayefsky – Network
- Jack Butler, Steve Shagan – Reise der Verdammten (Voyage of the Damned)
- William Goldman – Der Marathon-Mann (Marathon Man)
- William Goldman – Die Unbestechlichen (All the President's Men)
- Paul Schrader – Taxi Driver
- Sylvester Stallone – Rocky

### Beste Filmmusik
Kenny Ascher, Paul Williams – A Star Is Born
- Bill Conti – Rocky
- Lalo Shifrin – Reise der Verdammten (Voyage of the Damned)
- Richard M. Sherman, Robert B. Sherman – Cinderellas silberner Schuh (The Slipper and the Rose: The Story of Cinderella)
- Paul Williams – Bugsy Malone

### Bester Filmsong
„Evergreen (Love Theme from A Star Is Born)“ aus A Star Is Born – Barbra Streisand, Paul Williams
- „Bugsy Malone“ aus Bugsy Malone – Paul Williams
- „(Theme from) Car Wash“ aus Car Wash – Der ausgeflippte Waschsalon (Car Wash) – Norman Whitfield
- „Hello and Goodbye“ aus Zwischen Zwölf und Drei (From Noon Till Three) – Alan Bergman, Marilyn Bergman, Elmer Bernstein
- „I'd Like to Be You for a Day“ aus Ein ganz verrückter Freitag (Freaky Friday) – Joel Hirschhorn, Al Kasha
- „So Sad the Song“ aus Alaskaträume (Pipe Dreams) – Gerry Goffin, Michael Masser

### Bester fremdsprachiger Film
Von Angesicht zu Angesicht (Ansikte mot ansikte), Schweden – Regie: Ingmar Bergman
- Cinderellas silberner Schuh (The Slipper and the Rose: The Story of Cinderella), Großbritannien – Regie: Bryan Forbes
- Cousin, Cousine, Frankreich – Regie: Jean-Charles Tacchella
- Sieben Schönheiten (Pasqualino Settebellezze), Italien – Regie: Lina Wertmüller
- Taschengeld (L’Argent de poche), Frankreich – Regie: François Truffaut

## Nominierungen und Gewinner im Bereich Fernsehen

### Beste Fernsehserie – Drama
Reich und Arm (Rich Man, Poor Man)
- Der Preis der Macht (Captains and the Kings)
- Drei Engel für Charlie (Charlie’s Angels)
- Eine amerikanische Familie (Family)
- Unsere kleine Farm (Little House on the Prairie)

### Bester Darsteller in einer Fernsehserie – Drama
Richard Jordan – Der Preis der Macht (Captains and the Kings)
- Lee Majors – Der Sechs-Millionen-Dollar-Mann (The Six Million Dollar Man)
- Nick Nolte – Reich und Arm (Rich Man, Poor Man)
- Telly Savalas – Kojak – Einsatz in Manhattan (Kojak)
- Peter Strauss – Reich und Arm (Rich Man, Poor Man)

### Beste Darstellerin in einer Fernsehserie – Drama
Susan Blakely – Reich und Arm (Rich Man, Poor Man)
- Angie Dickinson – Make-up und Pistolen (Police Woman)
- Farrah Fawcett – Drei Engel für Charlie (Charlie’s Angels)
- Kate Jackson – Drei Engel für Charlie (Charlie’s Angels)
- Jean Marsh – Das Haus am Easton Place (Upstairs, Downstairs)
- Sada Thompson – Eine amerikanische Familie (Family)
- Lindsay Wagner – Die Sieben-Millionen-Dollar-Frau (The Bionic Woman)

### Beste Fernsehserie – Komödie/Musical
Barney Miller
- Donny and Marie
- Happy Days
- Laverne & Shirley
- M*A*S*H
- The Carol Burnett Show

### Bester Darsteller in einer Fernsehserie – Komödie/Musical
Henry Winkler – Happy Days
- Alan Alda – M*A*S*H
- Michael Constantine – Sirota’s Court
- Sammy Davis, Jr. – Sammy & Company
- Hal Linden – Barney Miller
- Freddie Prinze – Die Zwei von der Tankstelle (Chico and the Man)
- Tony Randall – The Tony Randall Show

### Beste Darstellerin in einer Fernsehserie – Komödie/Musical
Carol Burnett – The Carol Burnett Show
- Mary Tyler Moore – Mary Tyler Moore (The Mary Tyler Moore Show)
- Bernadette Peters – Sag das nochmal Darling (All's Fair)
- Isabel Sanford – Die Jeffersons (The Jeffersons)
- Dinah Shore – Dinah!

### Beste Fernsehfilm
Eleanor and Franklin
- Amelia Earhart
- Der Fall Gary Powers (Francis Gary Powers: The True Story of the U-2 Spy Incident)
- Die Entführung des Lindbergh-Babys (The Lindbergh Kidnapping Case)
- I Want to Keep My Baby!
- Sybil

### Bester Nebendarsteller in einer Serie, einer Miniserie oder einem Fernsehfilm
Ed Asner – Reich und Arm (Rich Man, Poor Man)
- Tim Conway – The Carol Burnett Show
- Charles Durning – Der Preis der Macht (Captains and the Kings)
- Gavin MacLeod – Mary Tyler Moore (The Mary Tyler Moore Show)
- Rob Reiner – All in the Family

### Beste Nebendarstellerin in einer Serie, einer Miniserie oder einem Fernsehfilm
Josette Banzet – Reich und Arm (Rich Man, Poor Man)
- Adrienne Barbeau – Maude
- Darleen Carr – Once an Eagle
- Ellen Corby – Die Waltons (The Waltons)
- Julie Kavner – Rhoda
- Vicki Lawrence – The Carol Burnett Show
- Anne Meare – Rhoda
- Sally Struthers – All in the Family